# نادي الشمس
نادي الشمس نادي رياضي مصري، يقع ضمن محافظة القاهرة.

## نبذة تاريخية
تأسس النادي في أول مايو 1963 نادي رياضي اجتماعي على يد سامي شرف سكرتير الرئيس الراحل عبد الناصر للمعلومات و أقرب رجل إليه. وقد أطلق عليه نادي مصر الجديدة الرياضي (الشمس) ومقره المنطقة الشمالية قسم النزهة مصر الجديدة محافظة القاهرة. وقد رخصت به وزارة الداخلية تحت رقم (27) بتاريخ 30/6/1962 طبقا لأحكام القانون رقم (152) لسنة 1949 بشأن الأندية وأشهر بمديرية الشباب والرياضة بالقاهرة تحت رقم (51) بتاريخ 15/9/1966 طبقا لأحكام القانون رقم (26) لسنه 1965 بشأن الهيئات الخاصة العاملة في ميدان رعاية الشباب وأدمج النادي مع نادي عبد المنعم رياض للرماية عام1971 تحت اسم نادي اتحاد الجمهوريات العربية ثم أعيد شهر النادي في ظل القانون رقم(41) لسنه 1972 تحت رقم (20) في 10/2/1973 تحت اسم نادي اتحاد الجمهوريات العربية. وفي عام 1975 أُعيد شهره تحت رقم (77) لسنة 1975 المعدل بالقانون رقم (50) لسنة 1978 وأُعيد شهره تحت رقم (59) بتاريخ 7/2/1976 تحت اسم نادي الشمس الرياضي بالقرار رقم (53) لسنة 1976.

## الإنجازات
يعد نادي الشمس من أكبر الأندية على مستوى الشرق الأوسط إن لم يكن على مستوى العالم من حيث المساحة والتوسعات والإنشاءات والخدمات وعدد المشاركين والذي يبلغ عضويتهم حوالي 120000 ألف اسرة أي حوالي نصف مليون نسمة.
ويتميز النادي بحجم نشاط ضخم إذ يعتبر النادي يحتوي على 42 نشاط على مستوى البطولة يشارك في جميع أنشطة الأتحادات الرياضية/خلاف الأنشطة الأخرى على مستوى الاتحادات لذوي الاحتياجات الخاصة علماً بأن النادي يمتلك قاعدة ممارسة تضارع أندية العالم حيث أن عدد الممارسين لرياضة المدارس حوالي 15000 ألف ممارس من الألعاب الفردية والجماعية ومن الألعاب ذات المستوى العالمي ألعاب (الجودو والتايكوندو والخماسي الحديث والكاراتيه والجمباز وألعاب القوى والكروكيه والسلاح والرماية والتنس وكرة الطاولة والملاكمة والإسكواش والمصارعة) وأيضا في الألعاب الجماعية كرة القدم الخماسية وكرة الطائرة وكرة اليد .
وبعض الناشئين في كرة القدم أغلبهم يشاركون في المنتخبات القومية على المستوى العالمي والأوليمبي والإقليمي ومنهم من حصل على على ميداليات ذهبية في بطولات العالم والدورة الأولمبية بأثينا 2004 وعلى سبيل الذكر وليس الحصر تامر صلاح في التايكوندو وفي الملاكمة محمد هيكل وفي المصارعة محمد عبد الفتاح وفي الكروكية محمد نصر حاصل على بطولة العالم والبطلة أمنية فخري بطلة العام أكثر من ثلاث مرات وهشام مصباح وإسلام الشهابي أبطال العالم في الجودو وكريم شريف وسعد الدين سعد وميكل يسري أبطال العالم في الكاراتيه ومحمد سيد سرور ذهبية كأس العالم وثاني العالم في حصان القفز لفرنسا ونهى يسري ورؤى مجدي وريم محسن مصنفين على مستوى العالم في تنس الطاولة بالإضافة إلى آندرو وجية ومحمد سيد القماش وأحمد أسامة حواس على مستوى العالم(إنجلترا- إسكتلندا)في الإسكواش و يحيى الخوانكي من أبطال العالم في السلاح.

## المنشئات الرياضية

حمام السباحة بنادي الشمس

ويحتوي النادي على متشات رياضية على سبيل الذكر 11 صالة مغطاة ومجمع الاسكواش اقيمه فية بطولات عالم وحمام أكبر عالمي بشهادة رئيس الاتحاد الدولي للخماسي الحديث بالإضافة إلى 5 صالات الجيم وصالة تنس الطاولة وصالة الكاراتية والتايكندو حديثي البناء بالإضافة إلى التوسع الافقي في المنطقة الجديدة حوالي 87 فدان تحتوي 22 ملعب في مختلف الانشطة ومبنى اجتماعي وفندقه على مستوى كقرية أولمبية وعالمية والنادي بة 17 ملعب تنس ارضي منهم 6 ملاعب مضائة واستقبل ستة بطولات ستاليت بالإضافة إلى الاستاد الرياضي الذي يحتوي على ملعب كرة قدم دولي ومدرجات تسع خمسة وعشرون الف متفرج وكذالك به احدث مضمار لالعاب القوى وتقام علية البطولات العالمية والدولية ويوجد ملاعب كرة قدم فردية ثلاث ملاعب مفتوحة للمباريات على مستوى قطاع الناشئين ومبنى ضخم للطاقة الشمسية يحتوي على قاعة كبيرة تشمل صالات لياقة بدنية للرجال وأخرى للسيدات بجميع الخدمات ويضم النادي نادي للفروسية ومدارس تعليم وتدريب الفروسية وبه ثلاث مضمار كرس ركوب بالإضافة إلى المضمار الرئيسي لسباق الخيل وضرائر للخيال (بوكسات) لخدمة الأعضاء وميدان رماية عالمي اقيمت فية بطولات دولية وعالمية ويذخر بنجوم من ابطال العالم في رماية الخرطوش وكذلك ملعب رماية ضغط الهواء وملاعب كروكية عددها ستة مضائة وتقام فيها بطولات دولية وعالمية ومساحة النادي 480 فدان أي حوالي 200000+2 مليون 200الف متر وتعتبر من أكبر مساحات الاندية على مستوى العالم.

## الأنشطة الرياضية
- كرة القدم
- السباحة
- الكرة الطائرة
- التنس
- تنس الطولة
- الكاراتية
- الخماسي الحديث
- كرة السلة
- الكونغ فو
- الجودو
- كرة الماء
- الباليه.[2]
- كرة اليد

## وصلات خارجية
- الموقع الرسمي لنادي الشمس الرياضي